# ヴォルタ川

ヴォルタ川流域図

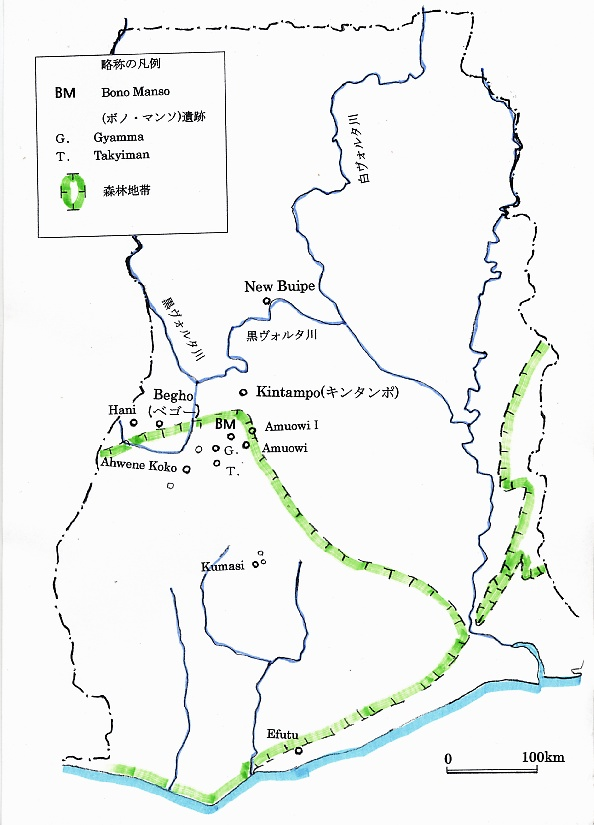
ヴォルタ川の流域と遺跡。白ヴォルタ川と黒ヴォルタ川の流域には交易で栄えた遺跡が分布している。白ヴォルタ川と黒ヴォルタ川が合流してギニア湾に注ぐ。

ヴォルタ川（ヴォルタがわ、英語:Volta River、フランス語:Fleuve Volta、アカン語:Asuo Firaw、エウェ語:Amuga）は、アフリカ大陸を流れる全長約1600キロメートル、流域面積約40万平方キロメートルの河川である。
ブルキナファソ国内に源を発し、黒ヴォルタ川（ムフン川）、白ヴォルタ川（ナカンベ川）、赤ヴォルタ川（ナジノン川）などが合流して大河となり、ガーナを通過してギニア湾に注ぐ。第二次世界大戦後、独立を果たしたガーナ政府によってヴォルタ計画が推進され、イギリス、アメリカ合衆国、世界銀行などの財政支援のもとで1966年にアコソンボダムが完成した。これに伴い、ヴォルタ川の途中に世界最大級の人造湖ヴォルタ湖が生まれた。アコソンボダムで行われる水力発電は、周辺の国家（トーゴなど）にまで電力を供給できる規模のもので、各地の生活、工業発展に重要な役割を果たしている。
ブルキナファソ域内の黒ヴォルタ川沿岸の氾濫原にはアフリカローズウッド、シロアカシア、シアーバターノキ、ヒロハフサマメノキ、アフリカン・グレープスと言われるウルシ科の植物（Lannea microcarpa）およびマホガニーのランゲ（Afzelia africana）、カヤ・セネガレンシスなどの生えるサバナまたは河畔林の植生があり、カバ、アフリカゾウ、イボイノシシ、ブッシュバック、ローンアンテロープ、ウォーターバックなどの動物が生息している。川にはティラピアのマンゴーティラピア、ナイルティラピア、ジルティラピアおよびアフリカナマズ、ナイルアロワナ、ジムナーカスなどの魚類も生息している。一帯のサマンデニ・ダム、氾濫原にあるカバの湖、スールー川との合流点一帯およびブクル・デュ・ムウン地方の森林はラムサール条約登録地である。
ガーナ南東部の河口の三角州には干潟、島嶼、砂浜、氾濫原、ラグーン、マングローブ、塩性湿地、河畔林などがあり、インドセンダン、オウギヤシ、キワタ、バオバブなどの樹種が侵入しており、サギ、シラサギ、アオアシシギ、ソリハシセイタカシギ属、セイタカシギ属、アジサシ亜科などの渉禽類およびナイルオオトカゲ、アフリカマナティーが生息している。一帯の海岸ではアオウミガメ、オサガメ、ヒメウミガメなどのウミガメも見られる。三角州に位置するラグーンのソンゴル湿地とケタ・ラグーンもラムサール条約登録地である。